# Jaitaran
Jaitaran é uma cidade e um município no distrito de Pali, no estado indiano de Rajastão.

## Geografia
Jaitaran está localizada a 26° 12′ N, 73° 56′ L. Tem uma altitude média de 307 metros (1007 pés).

## Demografia
Segundo o censo de 2011, Jaitaran tem uma população de 22,639 habitantes. Os indivíduos do sexo masculino constituem 51% da população e os do sexo feminino 49%. Jaitaran tem uma taxa de literacia de 65.15%, inferior à média nacional de 74.04%: a literacia no sexo masculino é de 75.2% e no sexo feminino é de 54.7%. 
Em Jaitaran, 14% da população está abaixo dos 6 anos de idade.